# Объединённый детский комплекс (Кырджали)
Объединённый детский комплекс (болг. Обединен детски комплекс) в Кырджали создан летом 1995 года через объединение Центра работы с детьми (бывший Пионерский дом), Центра технического и научного творчества школьников и Спортивной школы для школьников.
В ОДК представлены педагогические формы, объединённые в три направления: научно-познавательное, художественно-творческое и спортивное. Занятия рассчитаны на детей от 6 до 19 лет. Все занятия бесплатны.
ОДК располагает современной материальной базой, комплексом зданий с прилегающей территорией в черте города близ парка «Простор» и Детской железной дороги. В ОДК работает 27 различных педагогических форм — клубы (журналистов, экологов и др.), школы (балетная школа, школа современного танца), творческие коллективы. Сотрудники ОДК организуют краеведческие походы по Кырджалийской области, поездки в другие регионы страны и на море.
ОДК Кырджали (совместно с Министерством образования и Общиной Кырджали) организует ежегодный национальный праздник детского искусства «Волшебный мир Родоп». Информация о конкурсе распространяется в том числе через Министерство образования Республики Болгария. Отобранные в рамках конкурса фотоработы и детские рисунки выставляются в галерее ОДК, а финалистов приглашают в Кырджали на праздник, включающий также посещение достопримечательностей (обыкновенно это поездка на Перперикон).
В 2018 году в конкурсе «Волшебный мир Родоп» участвовало 1493 работы, присланные из 88 населённых пунктов; праздник состоялся 27 октября, а 28 октября состоялась поездка делегаций (более 60 детей) на Перперикон. Особые награды для конкурса предоставляют кырджалийские СМИ и организации — в частности, местная газета «Нов Живот».
Учащиеся в ОДК Кырджали дети участвуют во всеболгарских и международных акциях — в том числе в сессиях «детских и молодёжных парламентов».
Другим важным учреждением дополнительного образования в Кырджали является Дом культуры, в котором, в частности, располагается детская музыкальная школа.